# Le Dragon bleu
Le Dragon bleu est une pièce de théâtre écrite par Marie Michaud et Robert Lepage, mise en scène de Robert Lepage et produite par Ex Machina.

## Diffusion
Elle a été diffusée à Toronto, Naples, Tokyo, Montréal, Québec, Melbourne, Vancouver, Paris, Madrid, Dublin, Berkeley, Ottawa, Los Angeles, Salamanque, Grenoble, Mulhouse et Châlons-en-Champagne.

## Adaptation
Une adaptation en bande dessinée illustrée par Fred Jourdain a vu le jour en 2012.